# Thomas Gundelund
Thomas Gundelund Nielsen (* 6. November 2001 in Skive) ist ein dänischer Fußballspieler. Er steht bei Vejle BK unter Vertrag und war dänischer Nachwuchsnationalspieler.

## Karriere

### Verein
Thomas Gundelund wechselte 2016 von Skive IK in die Nachwuchsmannschaften von Vejle BK. Am 26. November 2011 absolvierte er in der zweiten dänischen Liga im Alter von 16 Jahren im Heimspiel gegen Vendsyssel FF, dass Vejle BK mit 4:1 gewann, sein erstes Spiel im Erwachsenenbereich. Zum 1. Januar 2018 erhielt er einen Dreijahresvertrag. Zum Ende der Saison 2017/18 stieg Vejle BK in die Superliga auf, wo Gundeland  allerdings nicht zum Einsatz kam. Am Ende der Saison 2018/19 stieg der Klub aus dem südjütischen Vejle wieder in die zweithöchste dänische Spielklasse ab. Am 28. November 2019 schoss Gundelund beim 4:3-Auswärtssieg gegen Viborg FF mit dem Tor zum 2:2 seinen ersten Treffer für die erste Mannschaft von Vejle BK.

### Nationalmannschaft
Thomas Gundelund absolvierte sechs Einsätze für die dänische U16-Nationalmannschaft und nahm mit der dänischen U17 an der Europameisterschaft 2018 in England teil. Dabei kam er zu zwei Einsätzen und schied mit der dänischen Elf nach der Gruppenphase aus; für die dänische U17 spielte er in elf Partien. Für die dänische U18-Nationalelf spielte Gundelund fünfmal. Derzeit läuft er für die dänische U19-Nationalmannschaft auf.